# امانوئل کوکله
امانوئل کوکله (انگلیسی: Emmanuel Coquelet؛ زادهٔ ۲۷ فوریهٔ ۱۹۷۵) بازیکن فوتبال اهل فرانسه است.
از باشگاه‌هایی که در آن بازی کرده‌است می‌توان به باشگاه ورزشی آمیان، باشگاه فوتبال لیل، باشگاه فوتبال استاد رنس، و باشگاه فوتبال آنژه اشاره کرد.